# 이베코 유로스타
이베코 유로스타(영어: Iveco Eurostar)는 이탈리아 이베코사가 이전에 생산했던 트럭으로 1993년에 최초로 출시되었다.

## 사진

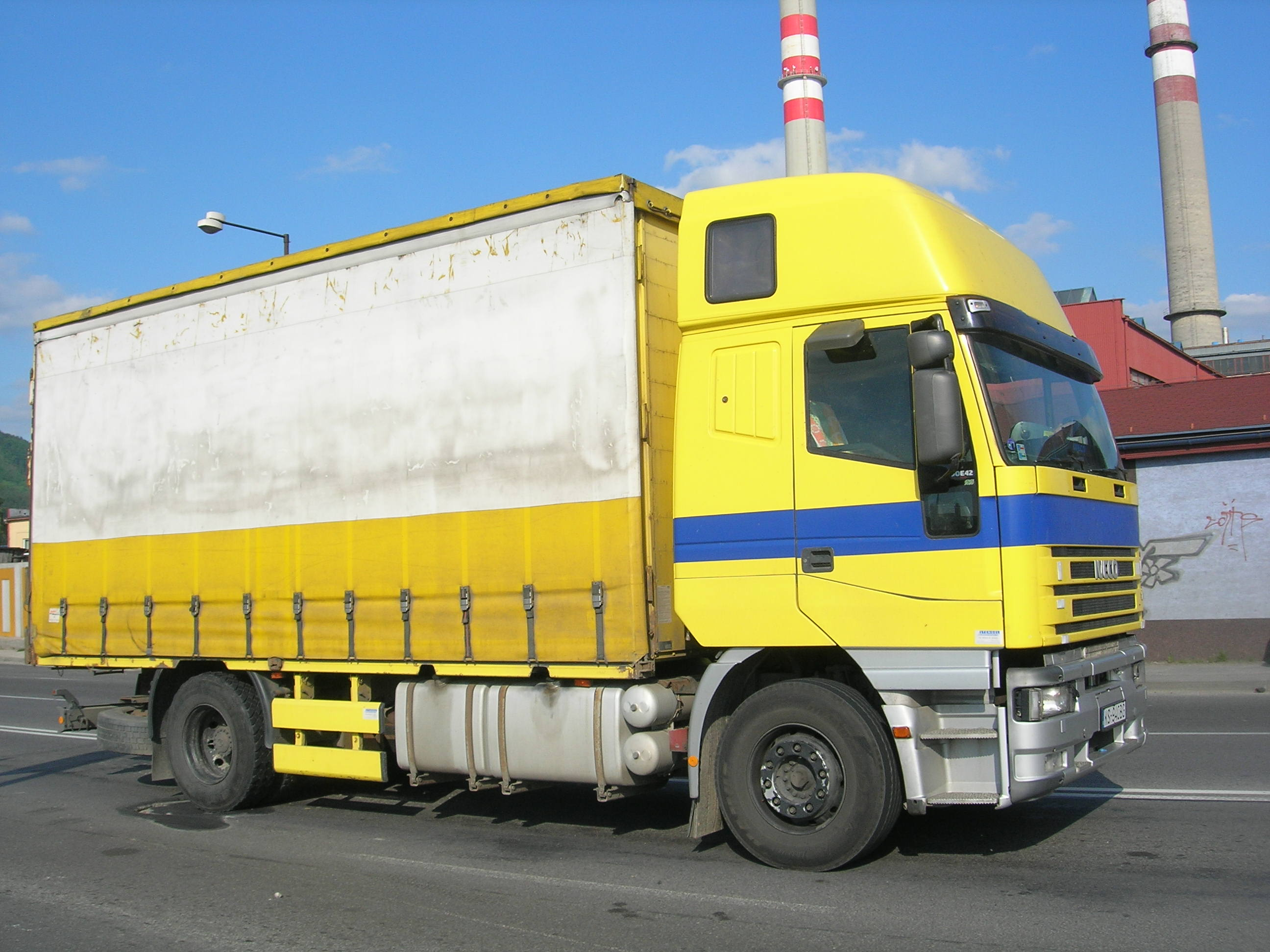
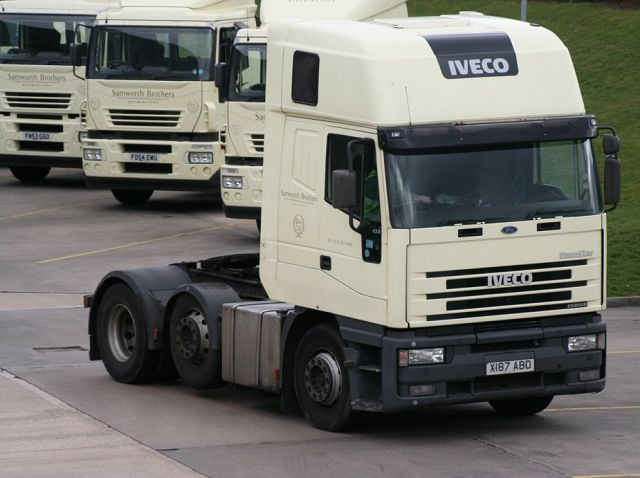
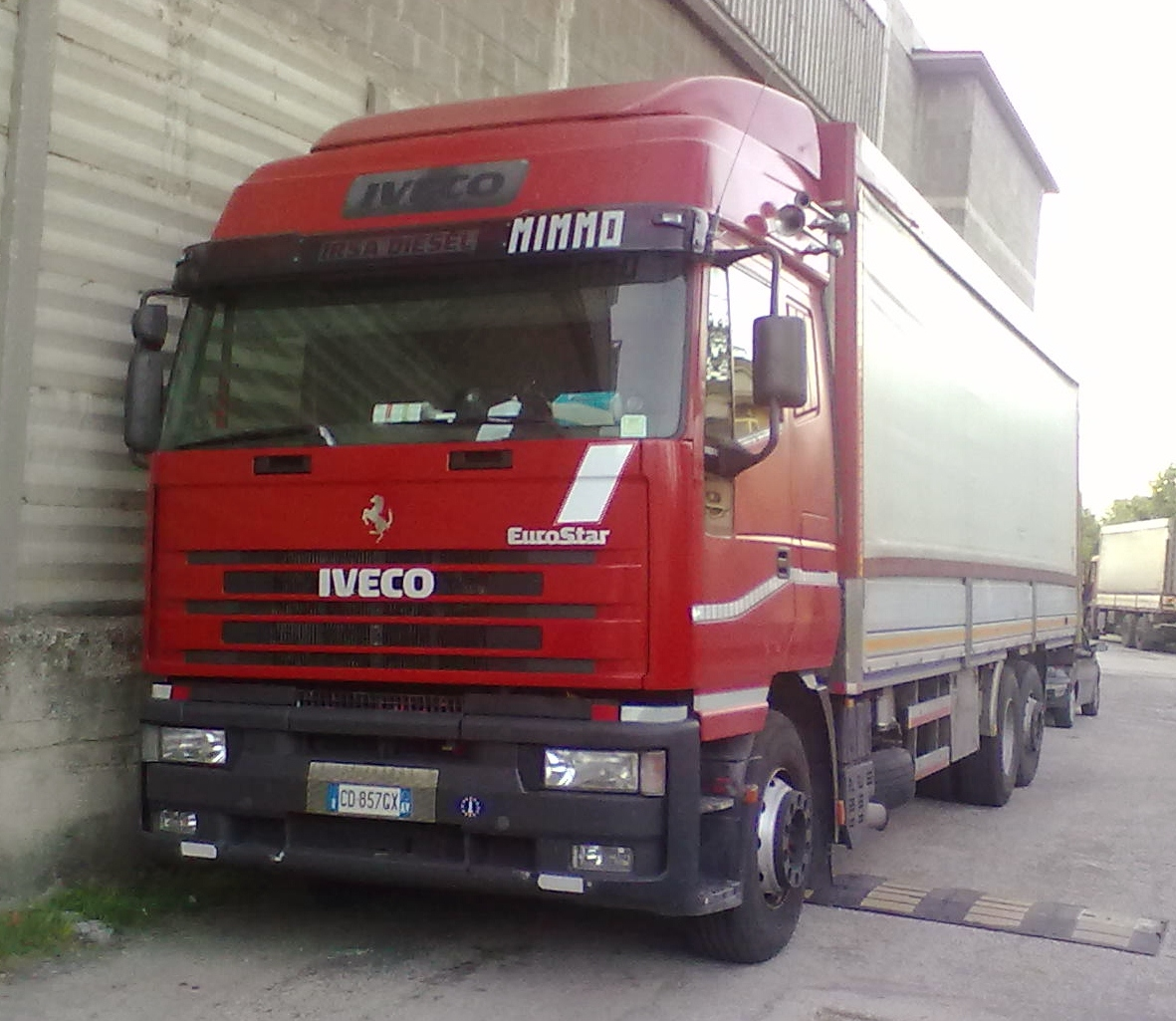

## 개요
1993년에 최초로 출시되었다. 1995년에 6기통 엔진을 탑재했다. 1998년부터 1999년까지 새로운 엔진을 탑재했다. 2002년에 후속 차종인 스트랄리스가 출시되면서 이 모델이 단종되었다.